# Угода про навчання
Уго́да про навча́ння — це документ, у якому визначаються права та обов'язки сторін при навчанні за кредитно-модульною системою, і який укладають студент та навчальний заклад. Угоду про навчання також укладають між собою освітні заклади-партнери у разі здійснення частини навчання тим чи іншим студентом в іншому закладі освіти. В угоді зазначається перелік дисциплін, які студент буде вивчати у закладі-партнері, права та обов'язки закладів-партнерів. 